# Mistrovství České republiky v orbě

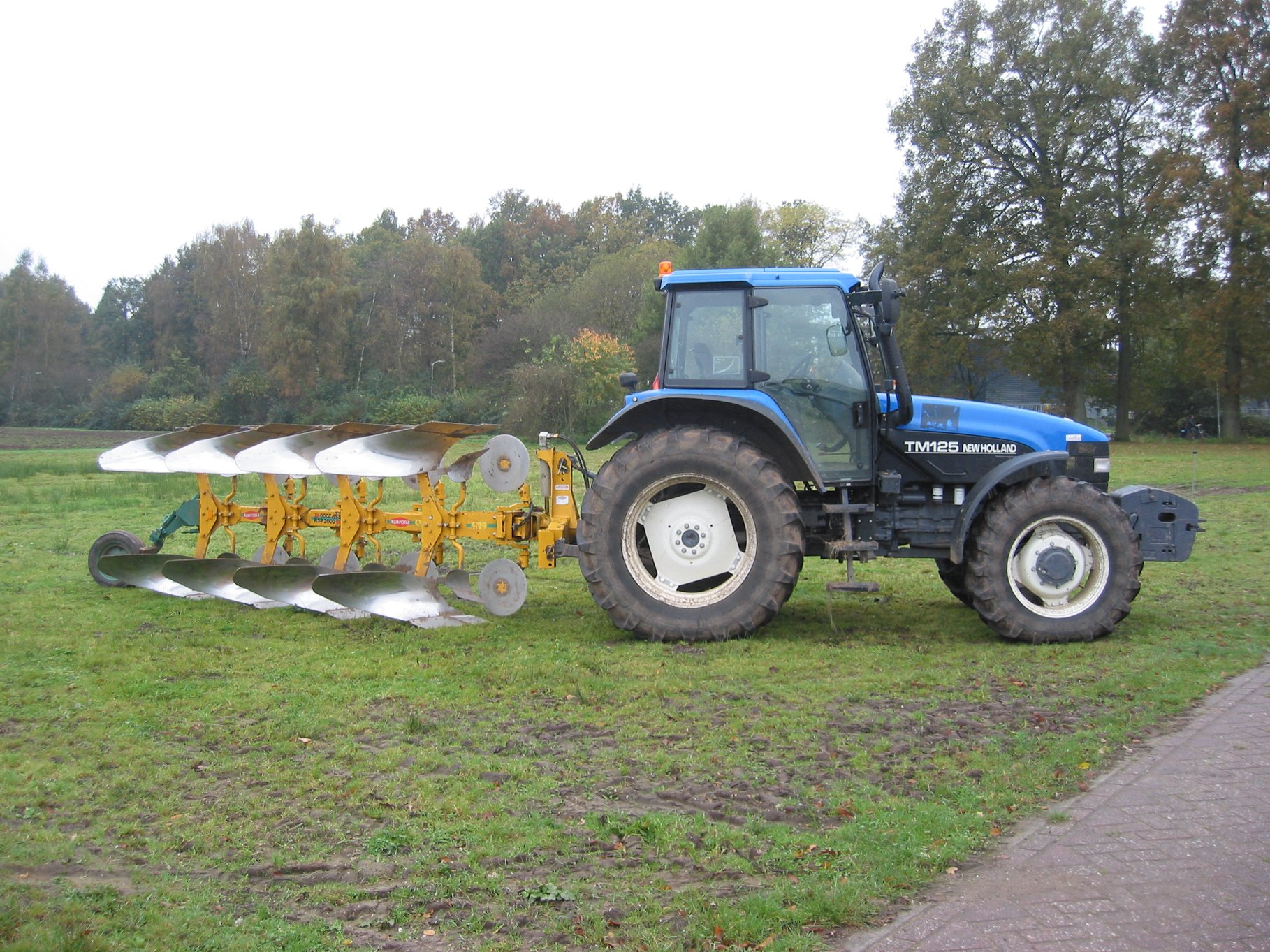
Traktor s pluhem

Mistrovství ČR v orbě je soutěž oráčů, kterou pořádá jednou ročně Společnost pro orbu ČR, z.s. Mistrovství se koná od roku 1963. Pravidla jsou kompatibilní s pravidly Světové společnosti pro orbu (WPO), byť počátkem 70. let se od těchto mezinárodních pravidel na čas odchýlila. Prvním vítězem se stal František Kolouda.

## Základní pravidla
Soutěží se v orbě s dvouradličnými nebo tříradličnými pluhy, které mohou být buď konvenční nebo otočně oboustranné. Velikost soutěžního pozemku je 2000 m² (délka 100 m, šířka podle typu pluhu). Celková doba soutěžní orby je 3 hodiny (20 minut naorávka a 2 h 40 min dokončení orby). Minimální šířka brázdy je 30 cm, minimální a maximální hloubka je schválena WPO s dostatečným předstihem před soutěží (rozdíl minimální a maximální povolené hloubky může být 4 cm a více).

## Příklad hodnocení
1. Naorávka: Úplnost odříznutí skývy po celé délce a šířce brázdy. Stejnoměrnost a pěkný vzhled.
2. Sklad: Žádné strniště, organická hmota, plevele. Skývy blízko u sebe, těsné. Žádné stopy po kolech traktoru.
3. Sklad: Stejnoměrné skývy brázdy. Výšková vyrovnanost. Musí být dostatek půdy k vytvoření seťového lůžka.
4. Celkové hodnocení: (Kontrola plevelů) Žádné strniště, organická hmota, plevele. Musí být použity předradličky.
5. Celkové hodnocení: (Kontrola plevelů) Skývy musí být blízko u sebe a těsné. Žádné mezery. Žádné stopy po kolech traktoru.
6. Celkové hodnocení: (Osivové lůžko) Půda musí být k dispozici pro osivové lůžko.
7. Celkové hodnocení: (Osivové lůžko) Stejnoměrnost a shodnost skýv v brázdě.
8. Zahlubování a vyhlubování: Pěkný vzhled a pravidelnost. Žádné stopy po kolech traktoru.
9. Zakončení: Pěkný vzhled a kontrola plevelů – zaklopení.
10. Zakončení: Těsnost a stejnoměrnost zakončovacích skýv. Úzkost a mělkost. Ne více než jedna stopa kola traktoru.
11. Rovina: měřeno čtyřikrát (4×): (i) Naorávky, (ii) Skladu, (iii) Orby celé parcely, (iv) Zakončení.
12. Celkový vzhled: Všechna hlediska a řemeslné provedení. Zřetelně definované a stejnoměrné skývy. Ne slévání skýv.

## Výsledky
| Poř. | Datum      | Místo     | Vítězové |
| ---- | ---------- | --------- | --- |
| 46.  | 05.10.2019 | Žabčice   | Klasický jednostranný dvou a tříradličný nesený pluh: Pavel Král Otočný dvou a tříradličný nesený pluh: František Žaloudek Čtyř a víceradličné pluhy: Luboš Hošek |
| 47.  | 19.09.2020 | Opava     | Zrušeno z důvodu pandemie covidu-19 |
| 48.  | 02.10.2021 | Podbořany | Klasický jednostranný dvouradličný nesený pluh: Josef Mališ Otočný dvouradličný nesený pluh: Petr Šteidl Víceradličné pluhy: Martin Čermák                        |
| 49.  | 01.10.2022 | Zábřeh    | Klasické dvoradličné pluhy: Josef Mališ Otočný dvou a tříradličný nesený pluh: Aleš Malý                                                                          |
| 50.  | 30.09.2023 | Chrudim   | |

Kromě MR v orbě jsou pořádány:
- Krajská mistrovství v orbě (Pardubický, Plzeňský, Ústecký)
- Mistrovství republiky v orbě koňmi (v roce 2021 proběhl 18. ročník)